# 52-га армія (СРСР)
П'ятдеся́т дру́га а́рмія (52 А) — загальновійськова армія у складі Збройних сил СРСР з 1 серпня 1941 по 25 вересня 1945 (з 28 вересня по 17 листопада 1941 — 52-га окрема армія (52 ОА). Після війни передислокована в Україну та переформована у 8-му танкову армію.

## Командування
- Командувачі:
  - генерал-лейтенант Кликов М. К. (серпень 1941 — січень 1942);
  - генерал-лейтенант Яковлєв В. Ф. (січень 1942 — липень 1943);
  - генерал-лейтенант, з вересня 1944 — генерал-полковник Коротеєв К. А. (липень 1943 — до кінця війни).